# Teorema di Alfvén
Il teorema di Alfvén afferma che in un fluido conduttore con resistività nulla (o molto piccola), le linee di campo magnetico rimangono congelate in un dato volume del fluido (in inglese, frozen in).
Questo teorema spiega una certa varietà di fenomeni nella magnetosfera e nei plasmi.
La dimostrazione è abbastanza elementare nel contesto della MHD ideale.

## Storia
Il teorema fu proposto nel 1942 da Hannes Alfvén.
Circa 30 anni più tardi lo stesso Alfvén rivide le sue posizioni e mutò la sua idea in proposito. Il teorema è però tuttora utilizzato per spiegare il meccanismo della riconnessione magnetica.

## Dimostrazione

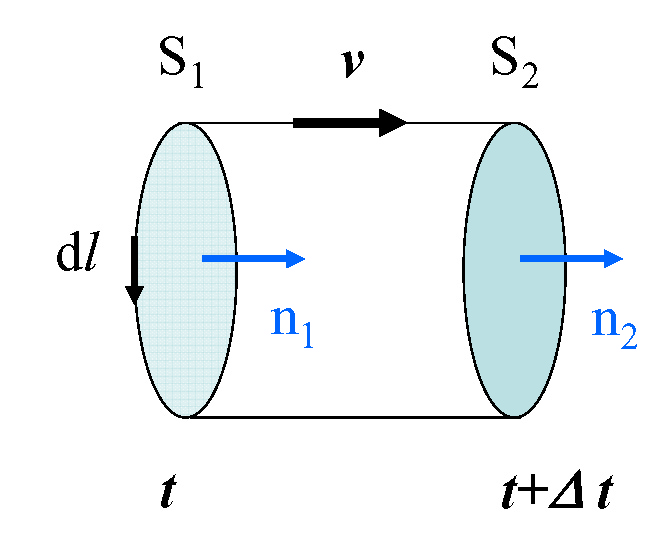
Evoluzione di un volume elementare di fluido delimitato dalla superficie, che nel tempo fluisce con velocità nella posizione.

La dimostrazione è un classico della fisica dei plasmi, e si può trovare per esempio nel libro del Freidberg. Prendiamo una superficie di flusso {\displaystyle S_{1}} al tempo {\displaystyle t}, che viene trascinata dalla velocità fluida {\displaystyle \mathbf {v} } nel tempo {\displaystyle \Delta t} nella posizione {\displaystyle S_{2}}. Siano {\displaystyle {\hat {\mathbf {n} }}_{1}} ed {\displaystyle {\hat {\mathbf {n} }}_{2}} i due versori normali alle due superfici. 
L'enunciato del teorema implica che, se le linee di campo magnetico rimangono congelate nel cilindretto di fluido delimitato da {\displaystyle S_{1}}, {\displaystyle S_{2}} e di altezza {\displaystyle v\;\Delta t}, la variazione nel tempo del flusso magnetico dentro il cilindretto è nulla, {\displaystyle {\frac {\mathrm {d} \phi }{\mathrm {d} t}}=0}.
Viceversa, se la variazione del flusso dentro il cilindretto è nulla, potendo scegliere il volumetto elementare di fluido in modo arbitrario, questo implica che la topologia magnetica rimanga vincolata al campo di velocità fluida.
La variazione di flusso dentro il cilindretto si può esprimere come:
{\displaystyle \,{\frac {\mathrm {d} \phi }{\mathrm {d} t}}={\frac {\phi _{2}(t+\Delta t)-\phi _{1}(t)}{\Delta t}}} .
Facendo lo sviluppo di Taylor del flusso {\displaystyle \phi _{2}} si ottiene:
{\displaystyle \,\phi _{2}(t+\Delta t)=\int _{S_{2}}\mathbf {B} (t)\cdot {\hat {\mathbf {n} }}_{2}\;\mathrm {d} S_{2}\,+\,\Delta t\int _{S_{2}}{\frac {\partial \mathrm {B} }{\partial t}}\cdot {\hat {\mathbf {n} }}_{2}\;\mathrm {d} S_{2}=\phi _{2}(t)\,+\,\Delta t\int _{S_{2}}{\frac {\partial \mathrm {B} }{\partial t}}\cdot {\hat {\mathbf {n} }}_{2}\;\mathrm {d} S_{2}} .
Ora possiamo usare l'equazione della divergenza del campo magnetico (equazioni di Maxwell) per esprimere la differenza {\displaystyle \phi _{2}(t)-\phi _{1}(t)} (valutata allo stesso istante {\displaystyle t}), e dire che il flusso uscente dalle basi del cilindretto deve essere uguale al flusso entrante dalla superficie esterna del cilindretto, di lunghezza {\displaystyle v\;\Delta t}:
{\displaystyle \,\phi _{2}(t)-\phi _{1}(t)=\Delta t\oint _{1}\mathbf {B} \cdot (\mathbf {v} \times \mathrm {d} \ell )=-\Delta t\oint _{1}(\mathbf {v} \times \mathbf {B} )\cdot \mathrm {d} \ell } .
In questo modo, la differenza finita {\displaystyle \phi _{2}(t+\Delta t)-\phi _{1}(t)} può essere espressa come:
{\displaystyle \,\phi _{2}(t+\Delta t)-\phi _{1}(t)=\phi _{2}(t)-\phi _{1}(t)\,+\,\Delta t\int _{S_{2}}{\frac {\partial \mathrm {B} }{\partial t}}\cdot {\hat {\mathbf {n} }}_{2}\;\mathrm {d} S_{2}=\Delta t\left(\int _{S_{2}}{\frac {\partial \mathrm {B} }{\partial t}}\cdot {\hat {\mathbf {n} }}_{2}\;\mathrm {d} S_{2}-\oint _{1}(\mathbf {v} \times \mathbf {B} )\cdot \mathrm {d} \ell \right)} .
Nel limite {\displaystyle \Delta t\rightarrow 0} gli integrali sui due contorni 1 e 2 si confondono, e allora:
{\displaystyle \,{\frac {\mathrm {d} \phi }{\mathrm {d} t}}=\lim _{\Delta t\rightarrow 0}{\frac {\phi _{2}(t+\Delta t)-\phi _{1}(t)}{\Delta t}}=\int _{S_{1}}\left({\frac {\partial \mathbf {B} }{\partial t}}-\nabla \times (\mathbf {v} \times \mathbf {B} )\right)\cdot {\hat {\mathbf {n} }}_{1}\mathrm {d} S_{1}} .
Usando la legge di Faraday per sostituire {\displaystyle \partial \mathbf {B} /\partial t} e il Teorema della divergenza per eliminare i rotori, trasformiamo il flusso a secondo membro in una circuitazione, e quindi
{\displaystyle \,{\frac {\mathrm {d} \phi }{\mathrm {d} t}}=-\oint _{1}(\mathbf {E} +\mathbf {v} \times \mathbf {B} )\cdot \mathrm {d} \ell } .
Tuttavia, la legge di Ohm in un fluido con resistività {\displaystyle \eta } dice che 
{\displaystyle \,\mathbf {E} +\mathbf {v} \times \mathbf {B} =\eta \,\mathbf {j} } ,
e quindi se la resistività è nulla, anche {\displaystyle \mathbf {E} +\mathbf {v} \times \mathbf {B} =0} e sostituendo nell'equazione per il flusso magnetico:
{\displaystyle \,{\frac {\mathrm {d} \phi }{\mathrm {d} t}}=0} .

## Interpretazione
Il teorema stabilisce quindi che le linee di campo magnetico non sono indipendenti dall'evoluzione della velocità del fluido: questo è un vincolo molto restrittivo sulla topologia delle linee di campo, e ne limita grandemente le possibili configurazioni.
Nel fluido si formano quindi continuamente delle correnti che tendono a congelare la topologia del campo magnetico.
Questo evidenzia anche l'importanza della resistività: il teorema è valido nel limite di resistività nulla, una resistività anche piccola può portare le linee di campo magnetico a rompersi e riconnettersi in una topologia diversa. Questi fenomeni sono noti come riconnessione magnetica, e sono un fenomeno importantissimo nei plasmi. Dato che la resistività è quasi ovunque molto piccola, tali fenomeni saranno confinati entro regioni spaziali molto piccole, denominate "strati resistivi" (resistive layers), dove si possono formare lamine molto sottili di corrente, chiamate in inglese current sheets.

## Esempi
I fluidi conduttori in generale e i plasmi in particolare sono quindi associati a intensi fenomeni magnetici: esempi sono le violente emissioni di vento solare associate ai brillamenti solari (dai quali spesso si propagano le cosiddette onde di Alfvén, delle perturbazioni ad alta velocità che si propagano lungo le linee del campo magnetico solare trasportando energia verso l'esterno) e i fenomeni di disturbo delle telecomunicazioni legati alle aurore polari, note come tempeste geomagnetiche. Lo stesso campo magnetico terrestre è prodotto da un fluido conduttore in movimento (il nucleo terrestre).